# Earias
Earias is een geslacht van vlinders van de familie visstaartjes (Nolidae).

## Soorten
- E. albovenosana Oberthür, 1917
- E. amseli Wiltshire, 1961
- E. ansorgei Tams, 1930
- E. apicebrunnea Warren, 1916
- E. becqueti Berger, 1953
- E. bequetio Berger, 1953
- E. biplaga Walker, 1866
- E. brevipennis Warren, 1916
- E. clorana (Linnaeus, 1761) - kleine groenuil
- E. cupreoviridis (Walker, 1862)
- E. chlorodes Meyrick, 1902
- E. chlorophyllana Staudinger, 1891
- E. divisa Warnecke, 1940
- E. erubescens Staudinger, 1887
- E. flavida Felder, 1861
- E. gigas Berio, 1956
- E. glaucescens (Hampson, 1905)
- E. ikondae Berio, 1974
- E. insulana (Boisduval, 1833) - katoengroenuil
- E. irakana Wiltshire, 1936
- E. juengeriana Kobes, 1983
- E. latimargo Hampson, 1912
- E. malagasy Viette, 1969
- E. mjobergi Prout, 1926
- E. novoguineana Bethune-Baker, 1906
- E. nubica (Strand, 1915)
- E. ochrophylla Turner, 1902
- E. ogovana Holland, 1893
- E. parallela Lucas, 1898
- E. perhuegeli Holloway, 1977

- E. pudicana Staudinger, 1887
- E. punctaria Wileman, 1915
- E. richinii Berio, 1940
- E. rjabovi Filipjev, 1934
- E. roseifera Butler, 1881
- E. roseipes Filipjev, 1934
- E. rufipes Warren, 1916
- E. rufopunctata Bethune-Baker, 1906
- E. smaragdina Butler, 1886
- E. subviridis Lucas, 1898
- E. syriacana Bartel, 1903
- E. syrticola Turati, 1926
- E. turana Grum-Grshimailo, 1899
- E. uniplaga Bethune-Baker, 1906
- E. venus Gaede, 1937
- E. venusta Warren, 1916
- E. vernana (Fabricius, 1787) - populierengroenuil
- E. virgula Viette, 1969
- E. viridangulata Mell, 1943
- E. vittella (Fabricius, 1794)
- E. waterstoni Wiltshire, 1947